# Pikku-Haikka
Pikku-Haikka är en ö i Finland. Den ligger i sjön Vesijärvi och i kommunen Orivesi i den ekonomiska regionen Tammerfors och landskapet Birkaland, i den södra delen av landet, 160 km norr om huvudstaden Helsingfors. Öns area är 0,2 hektar och dess största längd är 70 meter i öst-västlig riktning.